# Through the Looking Glass (Toto)
Through the Looking Glass è un album in studio dei Toto pubblicato nel 2002. È il dodicesimo lavoro in studio per la band.
L'album contiene esclusivamente cover di altri famosi artisti rock eseguite dai Toto. Fu realizzato nel 2002 sotto l'etichetta EMI. I singoli estratti furono due: While My Guitar Gently Weeps dei Beatles e Could You Be Loved di Bob Marley.

## Tracce
1. Could You Be Loved (B. Marley) - Voce: Bobby Kimball
2. Bodhisattva (W. Becker, D. Fagen) - Voce: Bobby Kimball & Steve Lukather
3. While My Guitar Gently Weeps (G. Harrison) - Voce: Steve Lukather
4. I Can't Get Next to You (B. Strong, N. Whitfield) - Voce: Bobby Kimball
5. Living for the City (S. Wonder) - Voce: Bobby Kimball
6. Maiden Voyage/Butterfly (H. Hancock) - (strumentale)
7. Burn Down the Mission (E. John, B. Taupin) - Voce: Bobby Kimball
8. Sunshine of Your Love (J. Bruce, P. Constant, E. Clapton) - Voce: Steve Lukather
9. The House of the Rising Sun (Traditional) - Voce: Bobby Kimball
10. Watching the Detectives (E. Costello) - Voce: Steve Lukather
11. It Takes a Lot to Laugh, It Takes a Train to Cry (B. Dylan) - Voce: David Paich

## Formazione
- Bobby Kimball - voce
- David Paich - tastiere & voce
- Steve Lukather - chitarre & voce
- Mike Porcaro - basso
- Simon Phillips - batteria & percussioni